# Marco Constante
Marco Constante (Saquisilí, 20 marzo 1967) è un ex calciatore ecuadoriano, di ruolo centrocampista.